# Ford Taunus V4

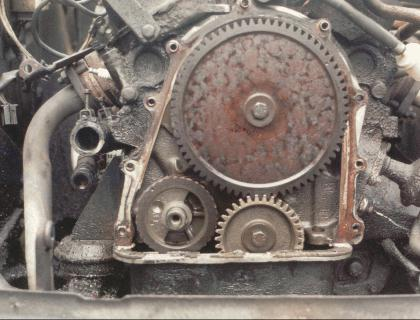
Vista de la distribución de un motor Ford Taunus V4. El engranaje más pequeño, al centro, corresponde al cigüeñal, mientras que el más grande al árbol de levas. Dado que este último es el doble de grande que el del cigüeñal, gira a la mitad de las RPM. El engranaje pequeño a la izquierda corresponde al eje de equilibrado.

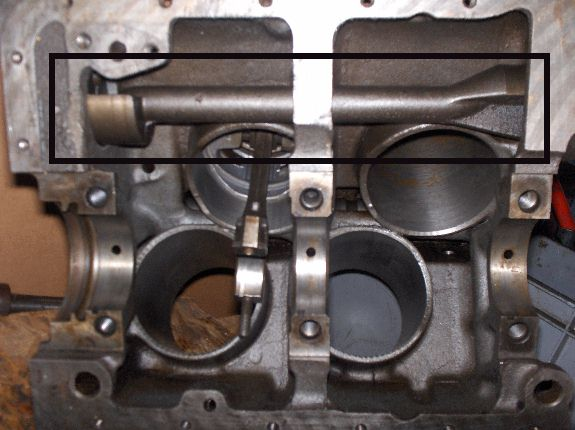
Eje de equilibrado

El Taunus V4 fue un motor de pistones V4 con un eje de equilibrado, introducido por la Ford Motor Company en Alemania en 1962. 
El motor V4 alemán fue construido en la planta de Colonia y equipó el Ford Taunus y a las versiones alemanas del Granada, el Capri y la Transit. A veces se considera que no es un verdadero motor en V debido a que los pistones opuestos no comparten un muñón en el cigüeñal.
El V4 fue posteriormente expandido en el Ford Cologne V6 que fue usado en el Ford Capri, Ford Taunus, Ford Cortina, Ford Consul, Ford Granada, Ford Sierra, Ford Scorpio, Ford Ranger, Ford Explorer y muchos otros automóviles. El motor V4 fue (y continúa siendo) usado también en aplicaciones industriales: bombas, generadores eléctricos, y maquinaria de agricultura. En automóviles, el motor Taunus V4 fue reemplazado por el motor Ford Pinto.
Aplicaciones:
- Ford Taunus
- Ford Granada
- Ford Transit
- Ford Capri
- Saab 95
- Saab 96
- Saab Sonett (II-V4 y III)
- Matra 530

## 1,2
La versión de 1,2 litros (1183 cc) se caracterizaba por tener cilindros de 80 mm (3,15 pulgadas) de diámetro por 58,8 mm (2,31 pulgadas) de carrera. Desarrollaba 40 CV (29 kilovatios) y 80 Nm, o 45 CV (33 kilovatios) y 82 Nm.
Aplicaciones:
- 1962 - 1966 Ford Taunus 12M P4
- 1967 - 1968 Ford Taunus 12M P6

## 1,3
La versión de 1,3 litros (1288 cc) tenía 84 mm (3,31 pulgadas) de diámetro por 58,8 mm (2,31 pulgadas) de carrera. Entregaba 50 CV (37 kilovatios) y 95 Nm o 53 CV (39 kilovatios) y 98 Nm.
Aplicaciones:
- 1966 - 1970 Ford Taunus 12M P6
- 1969 - 1972 Ford Capri

## 1,5
El 1,5 litros (1498 cc) tenía cilindros de 90 mm (3,54 pulgadas) de diámetro y 58,8 mm (2,31 pulgadas) de carrera. Producía 55 CV (40 kilovatios) y 107 Nm, 60 CV (44 kilovatios) y 114 Nm o 65 CV (48 kilovatios) y 117 Nm a 2.500 rpm.
Aplicaciones:
- 1962-1966 Ford Taunus 12M P4
- 1966-1970 Ford Taunus 12M P6
- 1966-1970 Ford Taunus 15M P6
- 1964-1967 Ford Taunus 17M P5
- 1967-1971 Ford Taunus 17M P7
- 1969-1972 Ford Capri
- 1967-1980 Saab 95 y Saab 96 (mercado europeo)
- 1967-1970 Saab 95, Saab 96 y Saab Sonett (mercado estadounidense)

Desde que el Saab 96 fue usado en rally, el motor ha sido también modificado para aumentar sus prestaciones. En las versiones de rally se aumentó el diámetro y la carrera para llevarlo a 1784 cc y 1933 cc, entregando alrededor de 150 CV (110 kilovatios) en las versiones aspiradas y 200 CV (147 kilovatios) DIN a 7000 rpm en la versión Saab 96 RC Turbo, acelerando de 0 a 100 km/h (62 millas por hora) en cinco segundos. SAAB también modificó el motor para alcanzar los 240 CV (177 kilovatios).

## 1,7
El V4 de 1,7 litros (1699 cc) tiene 90 mm (3,54 pulgadas) de diámetro y 66,8 mm (2,63 pulgadas) de carrera. Producía 65 CV (48 kilovatios) y 129 Nm, 70 CV (51 kilovatios) y 137 Nm o 75 CV (55 kilovatios) y 130 Nm.
Aplicaciones:
- 1966-1970 Ford Taunus 12M P6
- 1966-1970 Ford Taunus 15M P6
- 1964-1967 Ford Taunus 17M P5
- 1967-1971 Ford Taunus 17M P7
- 1965-1972 Ford Transit Mark I
- 1967-1972 Matra 530
- 1969-1972 Ford Capri
- 1972-1975 Ford Consul (versión alemana)
- 1975-1981 Ford Granada (versión alemana)
- 1971-1974 Saab 95, Saab 96 y Saab Sonett, versión de baja compresión con 55 CV (40 kilovatios) (lo mismo que su contemporáneo de 1500 cc 95/96) para el mercado estadounidense.

Además, algunos DKW Munga, un vehículo tipo Jeep del ejército alemán, fueron reequipados con este Ford V4, para reemplazar el motor de dos tiempos original.
Debido a que las patas del motor y la conexión de la caja de cambios son idénticas entre el Ford Cologne V6 y el V4, algunos Saab 96 V4 fueron modificados para aceptar el V6, para carreras de rally, a pesar de que esto cambiaba dramáticamente la distribución del peso del automóvil y las características de dirección.